# تمساح غينيا الجديدة
تمساح غينيا الجديدة (الاسم العلمي:Crocodylus novaeguineae) (بالإنجليزية: New Guinea crocodile)‏ هو نوع من الزواحف يتبع جنس التمساح من فصيلة التماسيح.